# Claude-Nicolas-Jacques Le Bigot de Beauregard
Claude-Nicolas-Jacques Le Bigot de Beauregard est un homme politique français né le 16 octobre 1748 à Saint-Roch-sur-Égrenne (Orne) et décédé le 14 avril 1810 au même lieu.
Maire d'Alençon, il est député du tiers état aux états généraux de 1789 pour le bailliage d'Alençon.

## Sources
- « Claude-Nicolas-Jacques Le Bigot de Beauregard », dans Adolphe Robert et Gaston Cougny, Dictionnaire des parlementaires français, Edgar Bourloton, 1889-1891 [détail de l’édition]